# Armblütige Scheinhasel

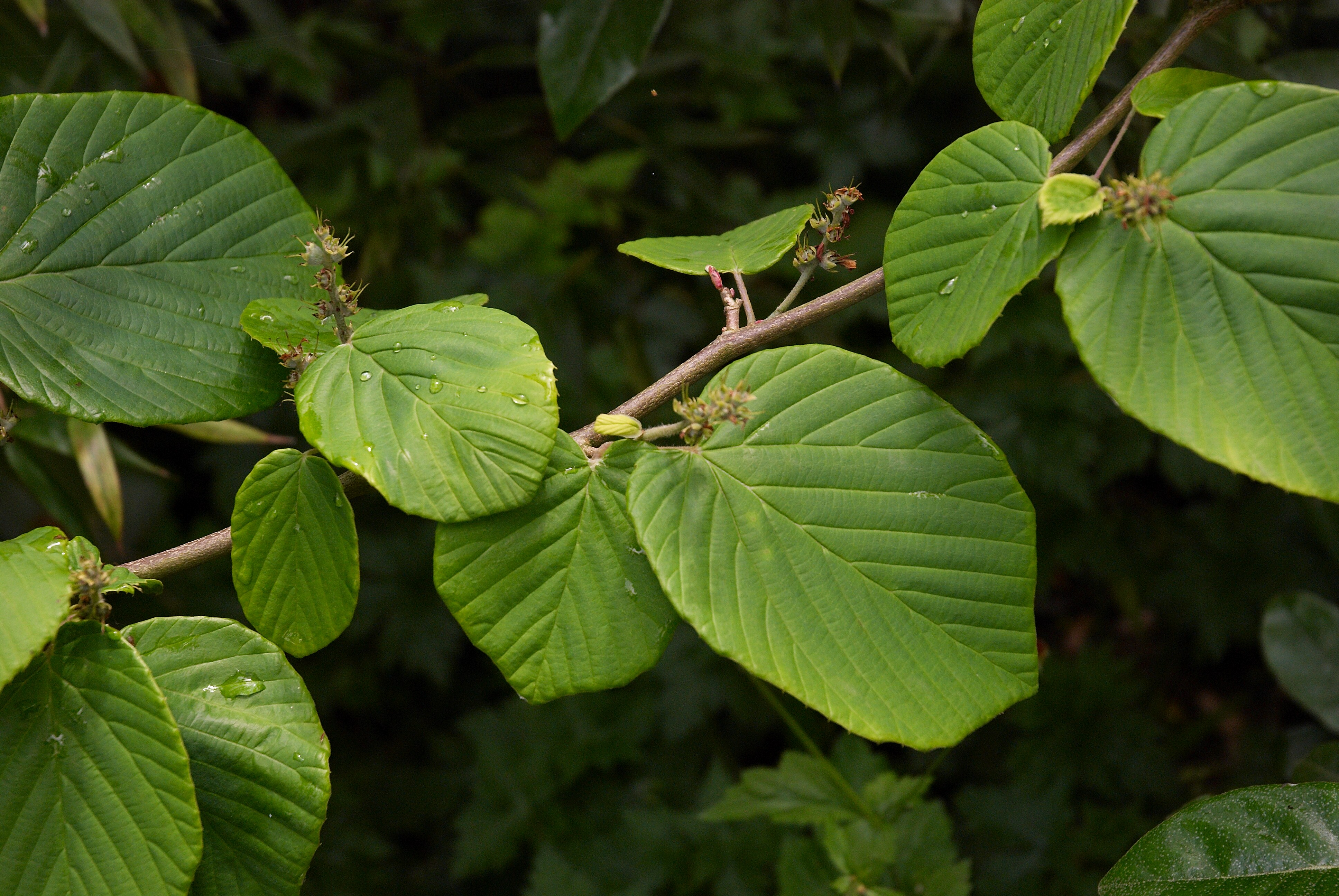
Blätter

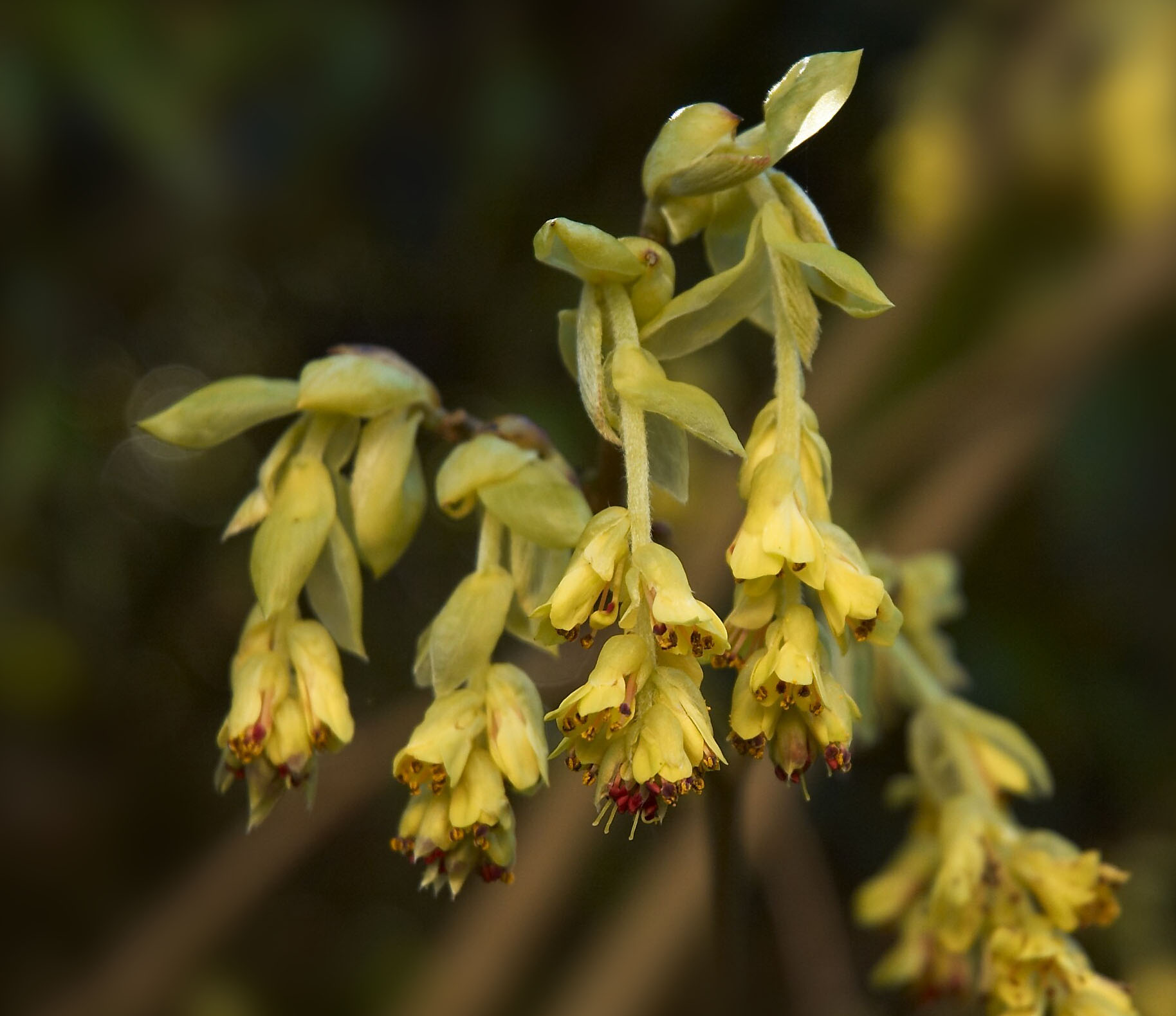
Blüten

Die Armblütige Scheinhasel oder Armblütige Blumenhasel (Corylopsis pauciflora) ist ein primelgelb blühender Strauch aus der Familie der Zaubernussgewächse (Hamamelidaceae). Das natürliche Verbreitungsgebiet der Art liegt in Japan und Taiwan. Sie wird häufig als Zierstrauch verwendet.

## Beschreibung
Die Armblütige Scheinhasel ist ein dicht verzweigter, feintriebiger Strauch mit kahlen Trieben, der eine Wuchshöhe bis 2 Meter erreicht. Die Laubblätter sind in Blattstiel und Blattspreite gegliedert. Der Stiel ist 5 bis 10 Millimeter lang, dünn und behaart. Die Blattspreite ist einfach, eiförmig-oval bis breit eiförmig, 3 bis 6,5 Zentimeter lang und 2 bis 3,5 Zentimeter breit, spitz mit schiefer, gerundeter oder mehr oder weniger herzförmiger Basis und oberhalb der Mitte buchtig und stachelspitzig gezähntem Blattrand. Es werden sechs bis acht Nervenpaare gebildet. Die Blattoberseite ist hellgrün und kahl, die Unterseite ist blaugrün und auf den Blattadern und am Blattrand leicht silbrig behaart.
Die Blütenstände sind kurze Ähren von zwei bis fünf Blüten auf kurzen, kahlen Stielen. Die basalen Tragblätter sind eiförmig-rundlich, 8 bis 10 Millimeter lang, innen hellgrün, außen rot und kahl. Die Tragblätter der Einzelblüten sind breit eiförmig, 7 bis 8 Millimeter lang, kahl bis glänzend behaart. Die Vorblätter sind etwas kürzer als die Tragblätter. Die Kelchblätter sind dreieckig, kahl mit stumpfer Blattspitze. Die Kronblätter sind breit eiförmig und 6 bis 7 Millimeter lang. Die Schuppen des Diskus sind ungelappt mit gestutzter Spitze. Die Staubblätter sind 5 bis 6 Millimeter lang und hellgelb. Der Fruchtknoten ist kahl, die Griffel sind 5 bis 6 Millimeter lang und gelb. Die Kapselfrüchte sind 6 bis 8 Millimeter lang und kahl. 
Die Armblütige Scheinhasel blüht von Mai bis Juli, die Früchte reifen von Juli bis September.
Die Chromosomenzahl beträgt 2n = 24.

## Vorkommen und Standortansprüche
Das natürliche Verbreitungsgebiet liegt in Japan auf der Insel Honshū und auf Taiwan. Die Armblütige Scheinhasel wächst in kühlfeuchten Wäldern in 200 bis 300 Metern Höhe auf durchlässigen, frischen bis feuchten, sauren bis neutralen, sandig- oder kiesig-humosen, mäßig nährstoffreichen Böden an lichtschattigen und wintermilden Standorten. Die Art ist frostempfindlich.

## Systematik
Die Armblütige Scheinhasel (Corylopsis pauciflora) ist eine Art aus der Gattung der Scheinhaseln (Corylopsis) in der Familie der Zaubernussgewächse (Hamamelidaceae). Dort wird sie der Tribus Corylopsideae in der Unterfamilie Hamamelidoideae zugeordnet. Philipp Franz von Siebold und Joseph Gerhard Zuccarini haben die Art 1836 in der Flora Japonica erstbeschrieben. Der Gattungsname Corylopsis leitet sich von Corylos, dem Gattungsnamen der Haseln, und vom griechischen Wort „opsis“ für „Aussehen“ ab. Er entspricht damit dem deutschen Namen Scheinhaseln und verweist auf die Ähnlichkeit von Laubblättern und Blütenständen mit denen der Haseln. Das Artepitheton pauciflora stammt aus dem Lateinischen und bedeutet „armblütig“ nach der im Gegensatz zu den anderen Arten der Gattung reduzierten Anzahl an Einzelblüten.

## Verwendung
Die Armblütige Scheinhasel wird häufig aufgrund der dekorativen und duftenden Blüten und der eindrucksvollen Herbstfärbung als Zierstrauch verwendet.

## Nachweise